# Kasper Klostergaard
Kasper Klostergaard Larsen est un coureur cycliste professionnel danois né le 22 mai 1983 à Horsens. Il a couru sept saisons sous les couleurs de CSC devenue par la suite CSC Saxo Bank, Saxo Bank, Saxo Bank-Sungard et Saxo Bank-Tinkoff Bank, équipe dans laquelle il est passé professionnel en 2006 après y avoir été stagiaire en fin de saison 2005. Il ne compte à ce jour aucune victoire professionnelle, le meilleur résultat de sa carrière étant une troisième place à Paris-Tours en 2011.

## Carrière amateur
Kasper Klostergaard court à partir de mars 2002 dans l'équipe danoise Glud & Marstrand Horsens. Il y termine notamment 7e du Tour de Serbie en 2003, et surtout 6e du Championnat du Danemark sur route en 2005, ce qui le fait remarquer par l'équipe ProTour Team CSC, qui l'embauche comme stagiaire. Après un stage qualifié de « très convaincant » par Bjarne Riis, il obtient un contrat professionnel dans l'équipe.

## Carrière professionnelle

### 2005 à 2012: au service de Bjarne Riis
Il commence sa première saison avec l'objectif d'être plusieurs fois en situation de jouer la victoire, de participer aux Championnats du monde, et à plus long terme de remporter Paris-Roubaix. Il doit attendre 2007 avant de participer pour la première fois à Paris-Roubaix, où il termine 64e, à plus de douze minutes de son coéquipier vainqueur, Stuart O'Grady. Il est cantonné à un rôle d'équipier les années suivantes, et est obligé d'attendre Fabian Cancellara en méforme lors de sa deuxième participation à Paris-Roubaix en 2009. Cette même année, il est sélectionné pour la première fois par Bjarne Riis pour participer à un Grand Tour. Ainsi, il achève le Tour d'Italie en 147e position. En 2010, sa troisième participation à l'Enfer du Nord se solde par un déclassement dû au temps de délais limite dépassé, après avoir fait partie de l'échappée matinale.

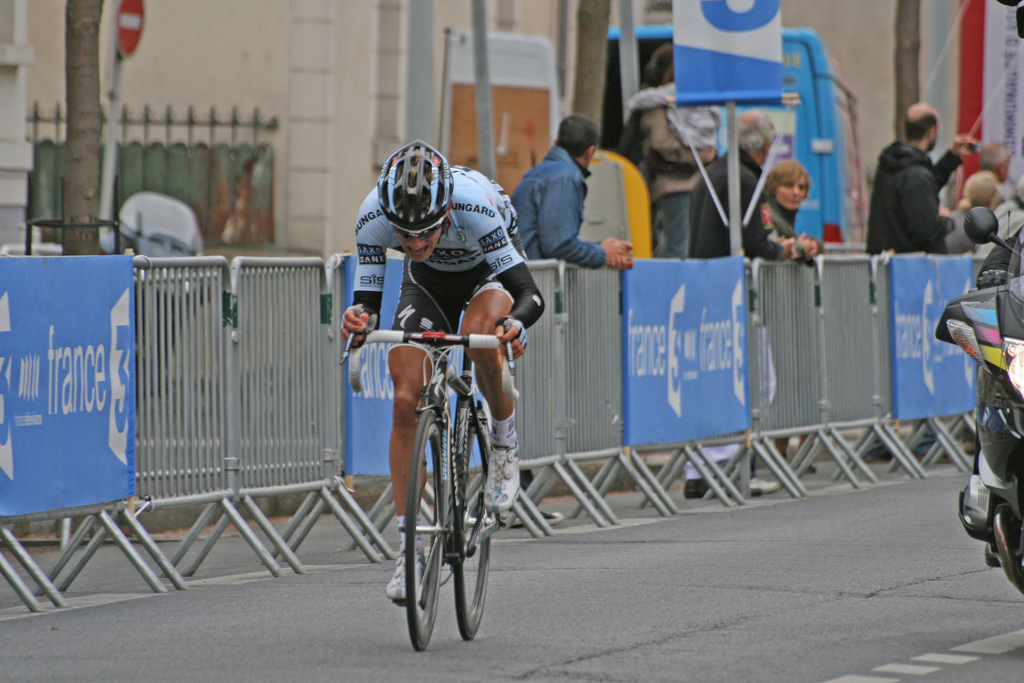
Klostergaard réalise la meilleure performance de sa carrière lors de Paris-Tours 2011.

 Cependant, son coéquipier et leader Cancellara réalise le doublé Paris-Roubaix-Tour des Flandres cette année-là. Il prolonge son contrat avec l'équipe de Bjarne Riis pour une saison supplémentaire, ainsi que ses équipiers et compatriotes Frank Høj et Anders Lund. 
La saison 2011 s'avère être la meilleure depuis son passage professionnel. En effet, après un bon départ en mars et une treizième place au Tour du Frioul, il participe à la victoire de son équipier Nick Nuyens au Tour des Flandres. En Mai, il fait partie de l'équipe qui remporte le Tour d'Italie grâce à Alberto Contador, l'aidant à garder le maillot de leader durant treize étapes. Lors de Paris-Tours, il fait partie de l'échappée qui parvient à aller au bout, et après ne pas avoir su répondre aux attaques de Greg Van Avermaet et Marco Marcato, il termine troisième de la classique, soit sa meilleure performance. Il entame la saison 2012 avec toujours le même encadrement, à savoir celui de l'équipe Team Saxo Bank. Après avoir abandonné lors du Tour des Flandres, il réalise sa meilleure performance personnelle sur Paris-Roubaix, terminant cette fois 35e à plus de sept minutes. Il ne fait pas partie de l'équipe sélectionnée pour le Tour de France, mais réussit une nouvelle fois à accrocher l'échappée décisive à Paris-Corrèze lors de la deuxième étape menant à Chaumeil, et achève la course avec une quatrième place au classement général final. 

## Palmarès
- 2000
  - 3e du championnat des Pays nordiques sur route juniors
- 2004
  -  Champion du Danemark du contre-la-montre par équipes (avec Jens-Erik Madsen et Max Sloth Nielsen)
  - 2e étape du Tour de Berlin
  - 3e du Grand Prix de Buchholz
  - 3e du Tour de Berlin
- 2005
  - 10e étape de l'International Cycling Classic
- 2006
  - 1reb étape de la Semaine cycliste internationale (contre-la-montre par équipes)
- 2011
  - 3e de Paris-Tours
- 2014
  - Fyen Rundt

## Résultats sur les grands tours

### Tour d'Italie
2 participations
- 2009 : 147e
- 2011 : 153e

### Tour d'Espagne
1 participation
- 2010 : 140e

## Classements mondiaux
| Année           | 2014   |
| --------------- | ------ |
| UCI Europe Tour | 1 109e |